# Ligne de Saint-Georges-Motel à Grand-Quevilly
La ligne de Saint-Georges-Motel à Grand-Quevilly est une ligne du réseau ferré national français qui traverse les départements de la Seine-Maritime et de l'Eure. La section entre le Grand-Quevilly et Saint-Pierre-lès-Elbeuf est ouverte au trafic des marchandises. La section entre Breuilpont et de Cocherel, déclassée, est exploitée par l'association du chemin de fer de la vallée de l'Eure. La section entre Louviers et Acquigny appartient toujours à Réseau ferré de France, mais n'est pas exploitée.
Elle constitue la ligne 370 000 du réseau ferré national.

## Histoire
Le tronçon de Saint-Georges-Motel à Acquigny, partie d'un itinéraire de Dreux à Acquigny, est concédé par une convention signée le 23 août 1867 entre le conseil général de l'Eure et Monsieur Desroches. Cette convention est approuvée par un décret impérial du 1er mai 1869, qui déclare la ligne d'utilité publique à titre d'intérêt local.
La ligne est reprise par la Compagnie du chemin de fer d'Orléans à Châlons par une convention signée le 24 mai 1870. Cette convention est approuvée par un arrêté le 24 juillet 1871. Cet arrêté prend en compte le prolongement de la ligne jusqu'à la limite du département de la Seine-Inférieure (actuelle Seine-Maritime).
Le tronçon de Grand-Quevilly à Montaure, partie d'un itinéraire d'Orléans à Rouen, est concédé par une convention signée le 28 février 1872 entre le conseil général de la Seine-Inférieure et la Compagnie d'Orléans à Rouen. Cette convention est approuvée par un décret 5 avril 1873, qui déclare la ligne d'utilité publique à titre d'intérêt local.
La ligne de « la limite du département de l'Eure à Rouen », dont la section de Montaure à Grand-Quevilly constitue une section, est incorporée dans le réseau d'intérêt général par une loi le 18 mai 1878. Cette même loi approuve la convention signée le 12 juin 1877 entre le syndic de faillite de la Compagnie du chemin de fer d'Orléans à Rouen et l'État pour le rachat de la ligne par ce dernier.
Un embranchement, qui ne sera finalement pas construit, du Neubourg (sur la ligne d'Évreux-Embranchement à Quetteville) à Caudebec-lès-Elbeuf est concédé à titre définitif par l'État à la Compagnie des chemins de fer de l'Ouest par une convention signée entre le ministre des Travaux publics et la compagnie le 17 juillet 1883. Cette convention est approuvée par une loi le 20 novembre suivant. Par cette même convention l'État cède à la compagnie la ligne « de la limite du département de l'Eure (vers Elbeuf) à Rouen » et le « raccordement, près Elbeuf, des lignes d'Elbeuf à Rouen, et de Serquigny à Rouen » (raccordement de La Londe).
À la suite de la faillite de la Compagnie du chemin de fer d’Orléans à Châlons-sur-Marne, une convention est signée entre le ministre des Travaux publics et le syndic de faillite le 2 octobre 1891. Cette convention prévoit le rachat de l'ensemble des lignes de la compagnie par l'État. Cette convention est approuvée par une loi qui intègre la ligne de Saint-Georges à Elbeuf dans le réseau d'intérêt général et la concède à la compagnie des chemins de fer de l'Ouest le 3 août 1892.
La ligne actuelle est l'assemblage de lignes ouvertes en différentes étapes dans les années 1870–1880[réf. nécessaire] :
- entre Louviers et Acquigny, le 10 mai 1872 ;
- entre Saint-Georges-Motel et Acquigny, le 1er mai 1873 ;
- entre Louviers et Caudebec-lès-Elbeuf, le 15 août 1875 ;
- entre Caudebec-lès-Elbeuf et Elbeuf-Ville, le 14 janvier 1876 ;
- entre Rouen-Orléans et Elbeuf-Ville le 8 janvier 1883.

Le service voyageurs a été supprimé en plusieurs étapes :
- entre Louviers et Elbeuf-Ville, le 1er mars 1940 ;
- entre Bueil et Louviers, le 1er juillet 1950 ;
- entre Dreux et Bueil, le 27 septembre 1969.

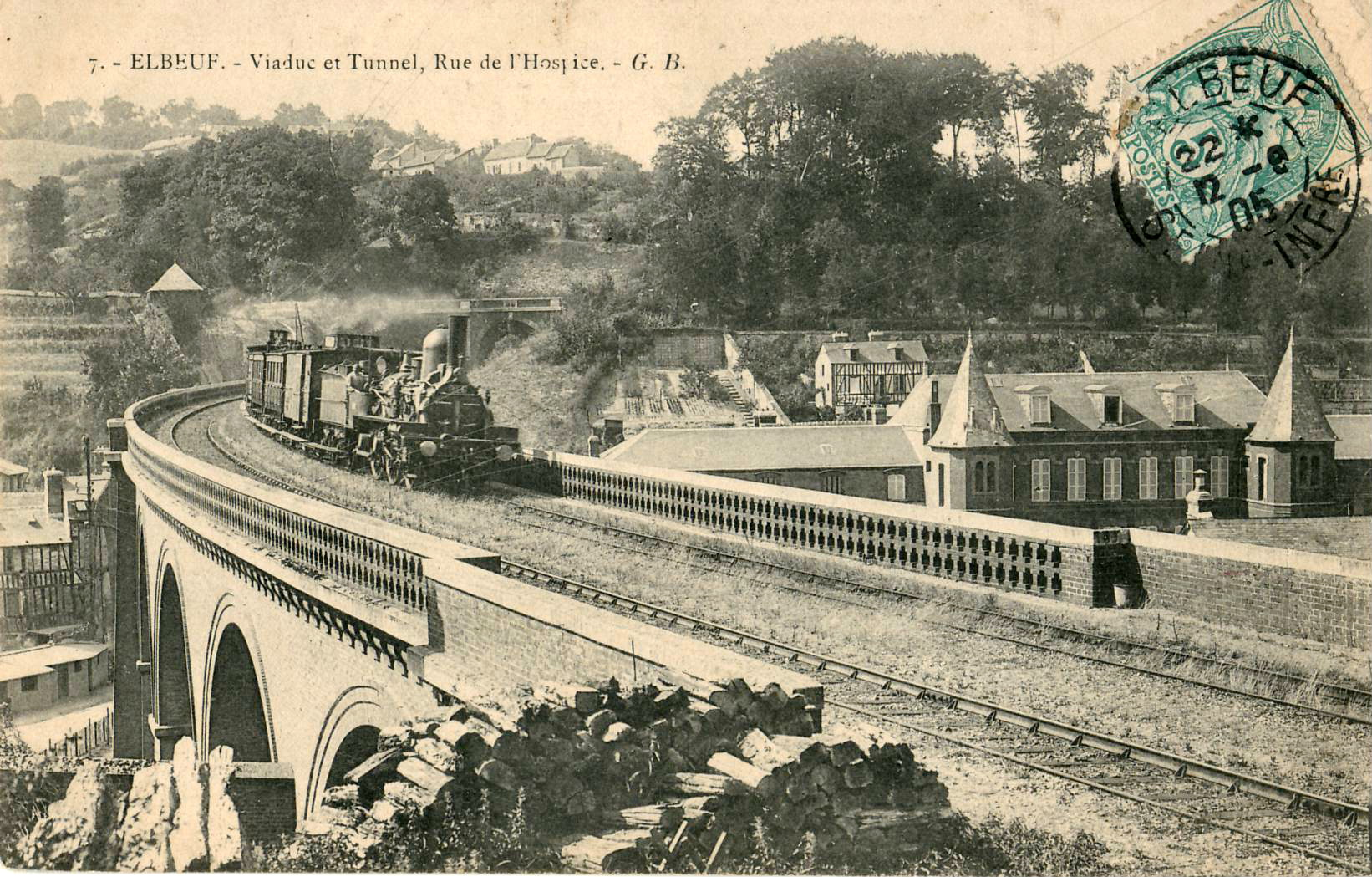
Le Viaduc de l'Hospice, à Elbeuf, vers 1905.
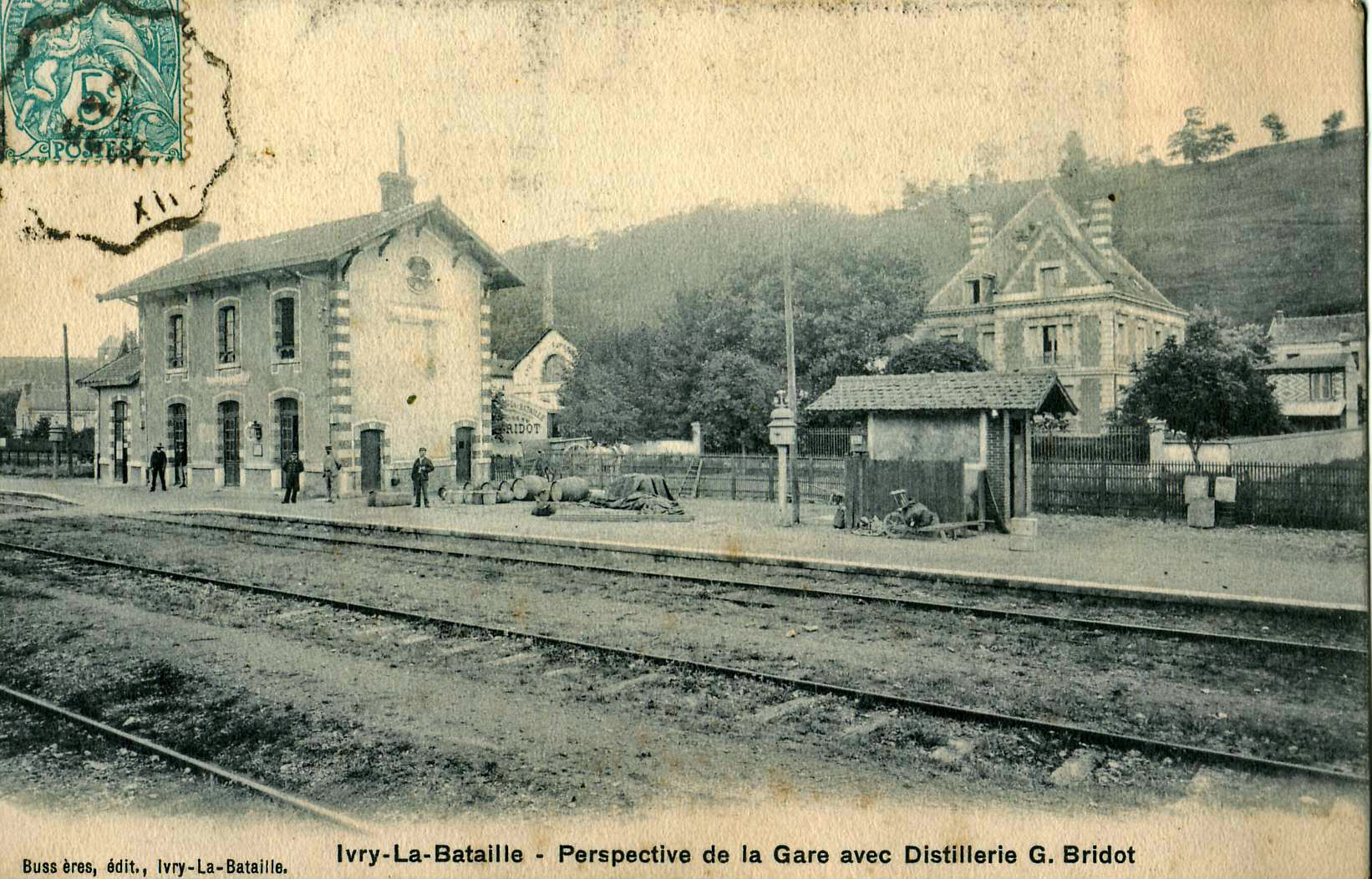
La gare d'Ivry-la-Bataille.
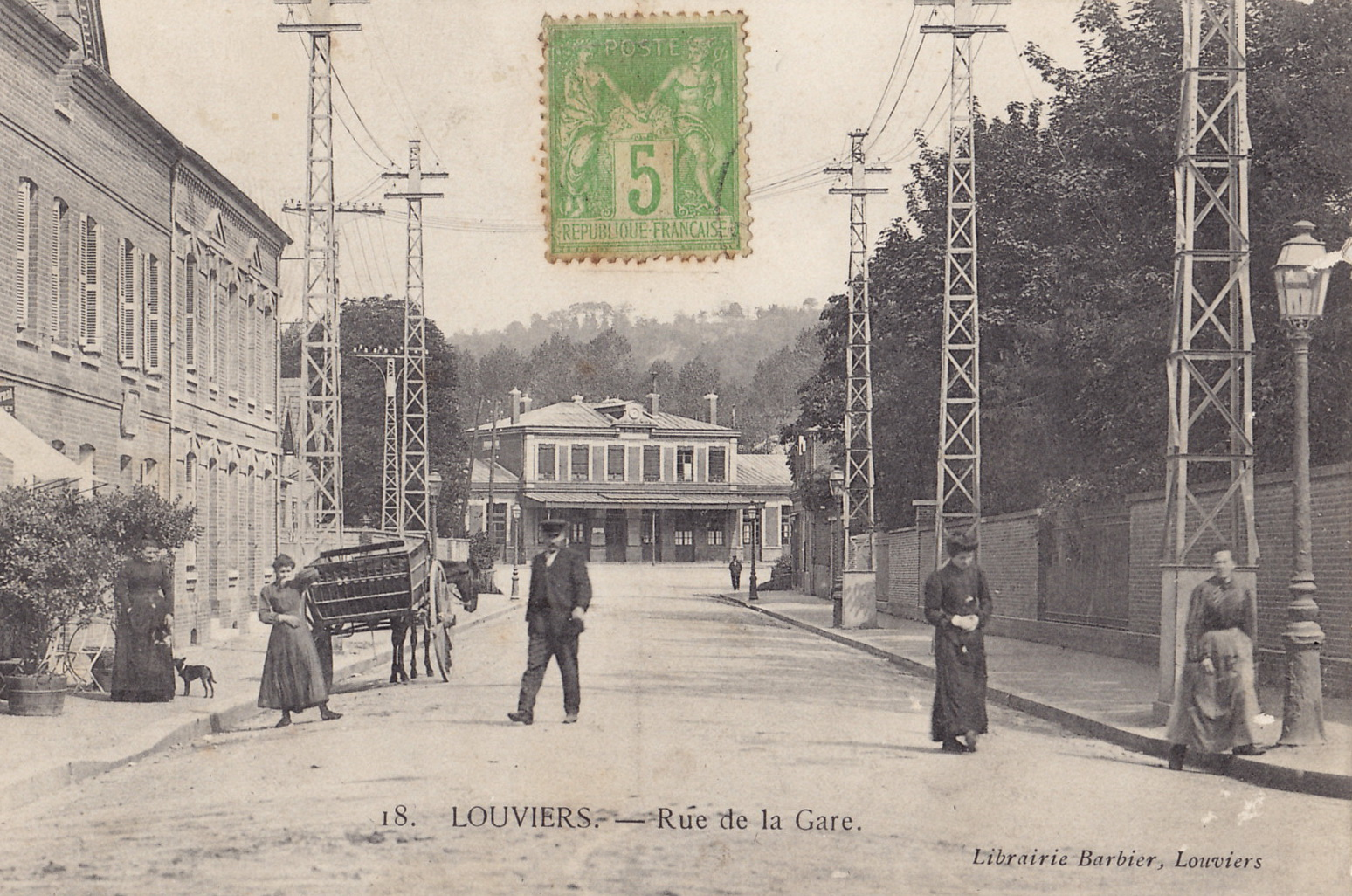
La gare de Louviers, dans les années 1920.

### Dates de déclassement
- De Louviers à La Haye-Malherbe (PK 70,910 à 80,600) : 12 novembre 1954[8].
- La Haye-Malherbe à Saint-Pierre-lès-Elbeuf (PK 80,800 à 87,270) : 14 janvier 1972[9].
- Ézy - Anet à Bueil (PK 20,600 à 28,200) : 24 février 1975[10].
- La Croix-Saint-Leufroy à Heudreville (PK 56,900 à 61,550) : 24 février 1975[10].
- Croth - Sorel à Ézy - Anet (PK 16,900 à 20,600) : 24 février 1975[10].
- Heudreville à Acquigny (PK 61,550 à 64,294) : 18 février 1976[11].
- Section à Garennes-sur-Eure (PK 28,200 à 29,050) : 23 juin 1982[12].
- Bueil à La Croix-Saint-Leufroy (PK 30,350 à 56,900) : 20 mars 1995 [13].
- Section à Bueil (PK 29,050 à 30,550) : 20 mars 1995[13] (section intégrée à la ligne de Mantes-la-Jolie à Cherbourg).

## Exploitation

### Train touristique
Depuis 1996, l'association de bénévoles du chemin de fer de la vallée de l'Eure exploite la ligne entre les gares de Breuilpont et de Cocherel au départ de la gare de Pacy-sur-Eure, située entre ces deux gares, plusieurs jours par an.

### Transports de marchandises
Le transport de marchandises est exploité entre Le Grand-Quevilly et Saint-Pierre-lès-Elbeuf[réf. nécessaire].

## Voie verte de la vallée de  l'Eure
Une voie verte de 27 km est  aménagée  sur l'ancienne ligne de Saint-Georges-Motel à Breuilpont.

## Projet
Des études sont actuellement réalisées dans le cadre du Contrat de projets État-région (CPER) pour examiner les conditions de réouverture d’une desserte entre Rouen et la gare d'Évreux-Normandie en réutilisant la section entre Louviers et Acquigny.
De même, des études sont en cours pour la création d'un tram-train reliant Elbeuf à Barentin, la version Ouest de ce projet utiliserait la section de Saint-Pierre-lès-Elbeuf à Grand-Quevilly de cette ligne et également la ligne de Rouen-Gauche à Petit-Couronne. La version Est du projet éviterait cette section et passerait par des lignes plus exploitées actuellement (la ligne de Serquigny à Oissel et la ligne de Paris au Havre). L'avantage de la version Ouest de ce projet, qui concerne la ligne étudiée ici, est qu'il rétablit une desserte voyageur sur une section utilisée actuellement uniquement pour le FRET, et qu'il offrirait à une partie de l'Agglomération de Rouen un service de TER à des communes qui en sont aujourd'hui dépourvues (La Bouille - Moulineaux, Petit-Couronne et Grand-Couronne notamment).

## Caractéristiques

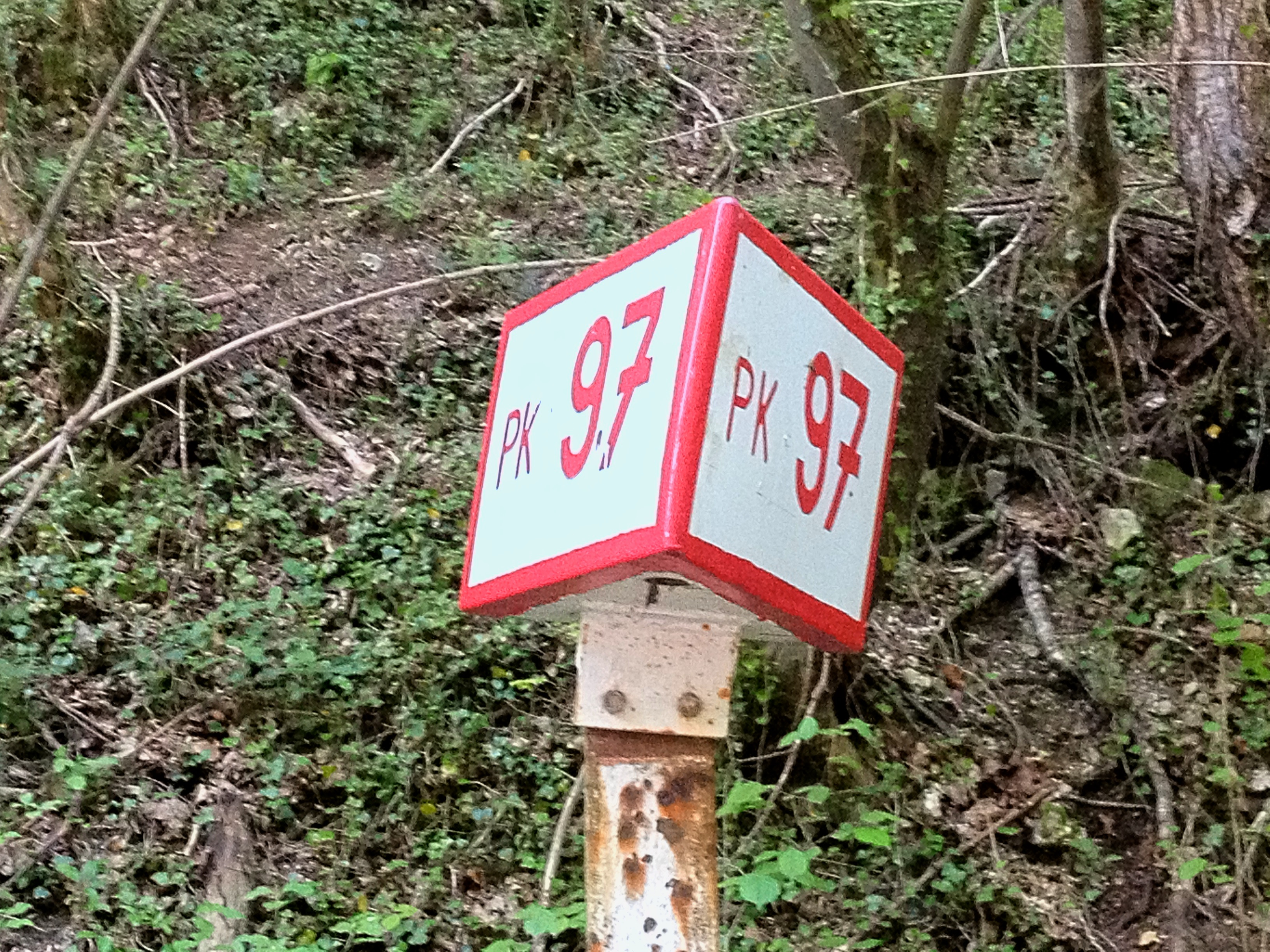
Le point kilométrique (PK) 97 de la ligne, à la sortie du tunnel de la Maredote.

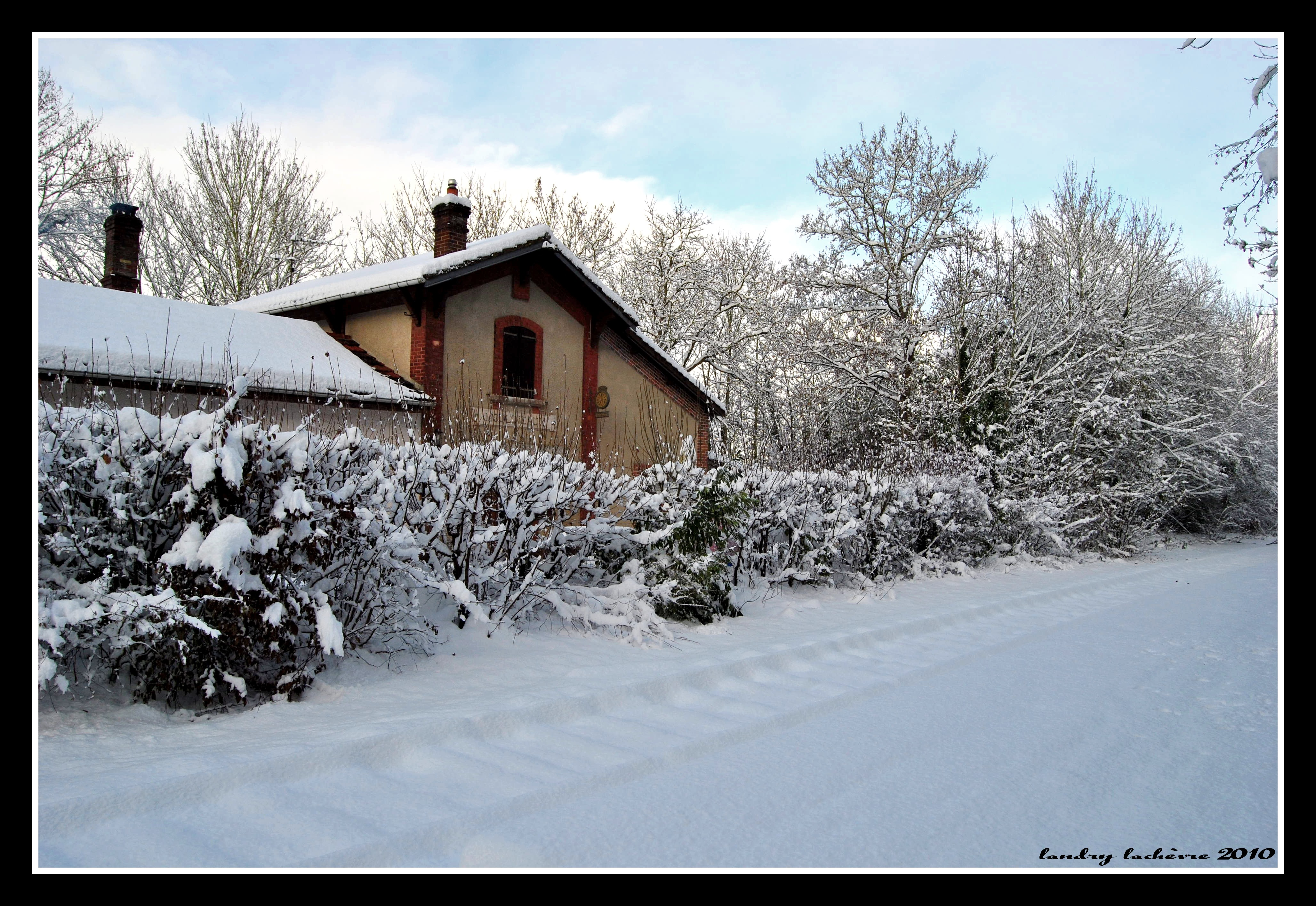
La gare de Moulineaux sous la neige.

### Tracé et profil
Plusieurs ouvrages remarquables jalonnent cette courte ligne, les tunnels en particulier. Le tunnel de la Maredote est l'un d'eux. Long de 503 mètres il permet de franchir le coteau de la Seine au sommet duquel le château de Robert le Diable est visible. Ce tunnel passe en dessous de l'autoroute A13 qui parcourt le sommet de la colline à cet endroit.

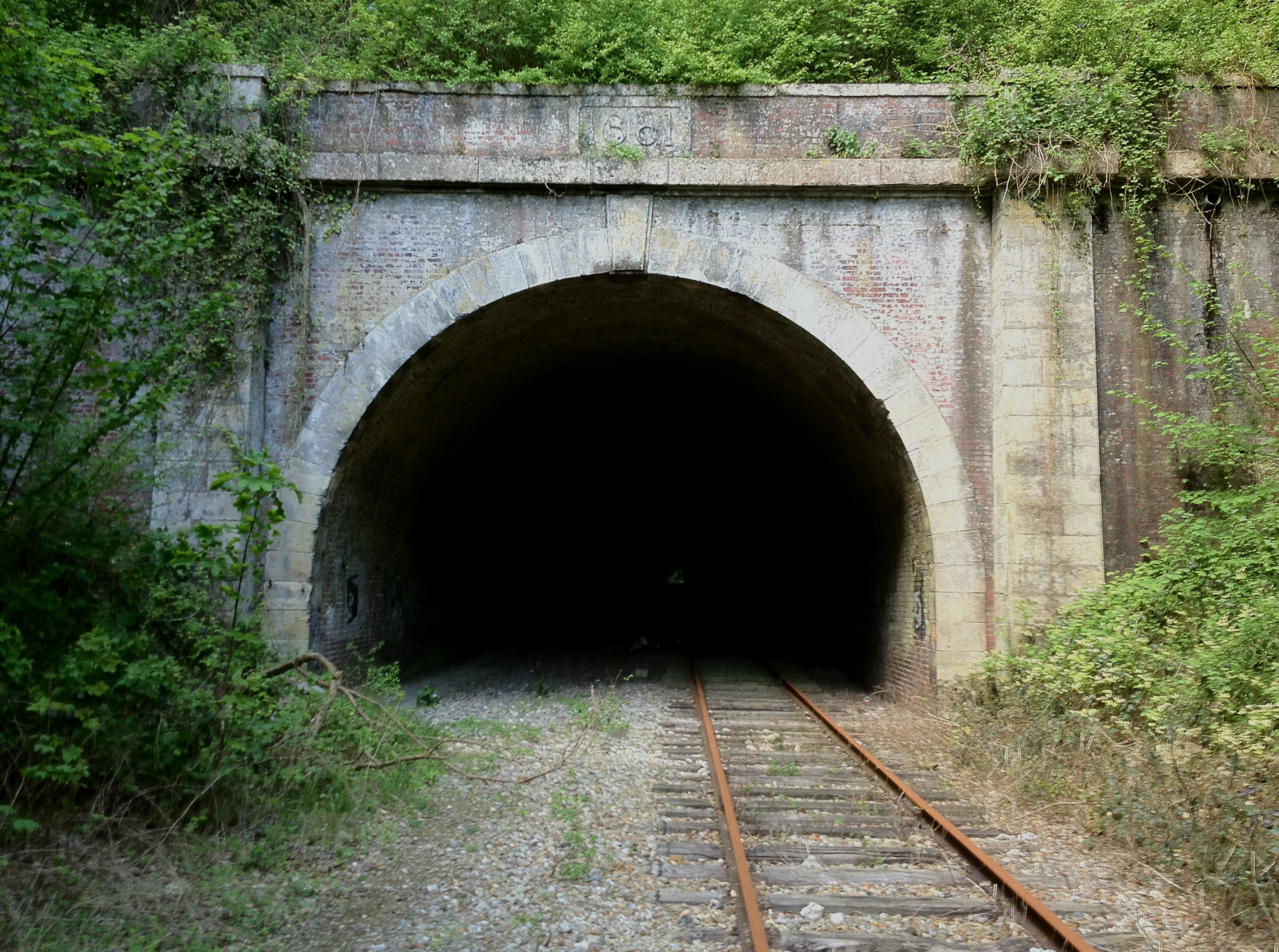
Entrée ouest du tunnel de la Maredote.

Bien qu'une seule voie le parcoure, ce tunnel peut recevoir deux voies. À la sortie de ce tunnel se trouvent une bifurcation et deux viaducs, le viaduc de la Londe et le viaduc des Longs Vallons, l'un poursuit la ligne et le second permettait de rejoindre la ligne de Serquigny à Oissel.